# Klumpertal
Das Klumpertal ist ein etwa vier Kilometer langes Kerbtal bei Pottenstein im oberfränkischen Landkreis Bayreuth in Bayern.

## Geografie
Das Tal liegt nahezu vollständig auf dem Gemeindegebiet der Stadt Pottenstein. Ein kleiner, flach verlaufender Teil im oberen Abschnitt (Talschluss) gehört zur Stadt Pegnitz. Der obere  Teil bis etwa zur Mitte des Tals, ist dabei ein Trockental. Etwa 500 Meter östlich von Kühlenfels befindet sich die Klumperquelle, eine Karstquelle des Weihersbachs, der in Pottenstein in die Püttlach entwässert.
Bei Schüttersmühle endet das Tal in einem namenlosen Tal des Weihersbaches, welches lokal auch Weiherstal genannt wird.
Das Tal liegt im Naturpark Fränkische Schweiz – Frankenjura und ist Bestandteil des Landschaftsschutzgebietes LSG Fränkische Schweiz – Veldensteiner Forst im Regierungsbezirk Oberfranken, (LSG-00556.01, WDPA: 396107) sowie der Natura 2000 Schutzgebiete Wiesent-Tal mit Seitentälern und Felsen- und Hangwälder in der Fränkischen Schweiz.

## Beschreibung
Namensgebend für das Klumpertal ist die heute abgängige Wassermühle Klumpermühle. Als klumpern bezeichnete man früher mundartlich das Klappern eines Mühlrades. In historischen Karten wurden Abschnitte des Tals auch nach den in der Nähe befindlichen Orten als Altenhoefer Thal und Wannbergerthal bezeichnet. Im Klumpertal gab es ehemals drei Wassermühlen. Die Schüttersmühle (Schüchenmuel) am Ende des Tales, die Mittelmühle (Altenhof et molam) und die abgängige Klumpermühle (die Klemp).
Am Eingang im oberen Teil ist das Tal weitläufig und kaum als solches erkennbar. Dort befindet sich die Kläranlage von Bronn. Nachfolgend verjüngt sich das Trockental. Im Talgrund befinden sich Wiesen, und die Ränder werden teilweise durch Felsen gesäumt.
Etwa 400 Meter talabwärts liegt der Pottensteiner Gemeindeteil und Einöde Mittelmühle.
Danach verjüngt sich das Tal weiter, wird schluchtartig und wird bis zum Ende bei Schüttersmühle durch steil aufragende Felsen gesäumt.

### Klumperquelle
Etwa auf halber Strecke der Talsohle (49° 44′ 32,71″ N, 11° 25′ 44,62″ O) befindet sich der Quelltopf der Klumperquelle. Sie ist die Hauptquelle des Weihersbaches. Geologisch gesehen liegt diese Quelle in einem Quellhorizont des Übergangs des Malm-Gamma zum Malm-Delta (Weißjura-Gruppe). Die Schüttung der Klumperquelle war ausreichend, um bereits nach 400 Metern die Klumpermühle und später die Mittelmühle sowie die Schüttersmühle anzutreiben. Früher wurde das Wasser an der abgängigen Klumpermühle aufgestaut und diente als Mühlteich. Der Mühlteich ist heute zergliedert in mehrere kleinere Fischbecken, die der Forellenzucht dienen.

### Weiherstaler Männchen
Bei Schüttersmühle befindet sich die ungewöhnliche Felsnadel des Weiherstaler Männchens (49° 45′ 4,93″ N, 11° 25′ 36,3″ O). Die hochaufragende, freistehende Dolomit-Felsnadel ist vom Bayerischen Landesamt für Umwelt als ein bedeutendes Geotop (472R155) ausgewiesen.

### Hohlstein
An der Westflanke des Burkkartssteins (478 m ü. NHN) fällt das felsige Gelände zum Weihersbach hin steil ab. Dort befindet sich das Felsdach des Hohlsteins (49° 44′ 53,94″ N, 11° 25′ 35,23″ O). Hier wurden Knochensplitter mit einer feinen, netzartigen Gravierung gefunden. Das seltene Kunstwerk stammt aus der Mittelsteinzeit. Die Fundstelle ist vom Bayerischen Landesamt für Denkmalpflege als Bodendenkmal (D-4-6234-0075) ausgewiesen.

### Bildstock
Bei der „Winterleite“ (49° 44′ 3,59″ N, 11° 26′ 46,21″ O) steht ein Bildstock und befindet sich dort inmitten einer Talwiese. Der monolithische Bildstock besteht aus Kalkstein, ist gering verwittert und hat eine Höhe von etwa 175 Zentimeter. Die Stele ist gebaucht und misst etwa 28 × 28 Zentimeter. Darauf aufgesetzt ist eine etwa 50 × 50 Zentimeter messende Ädikula (Bildhäuschen). An der zum Weg gerichteten Seite (Vorderseite) befindet sich eine Nische, die ein Heiligenbild ziert. Dieses ist jedoch 2021 nahezu verblichen. Mutmaßlich erfolgte das Ausbleichen aufgrund einer Beschädigung des ursprünglichen Schutzglases. Im Jahr 2013 war das Bild noch gut erkennbar.
Auf der linken Seite der Ädikula ist der Buchstabe „H“ mit einem Kreuz eingraviert. Auf das kegelförmige „Dach“ ist ein schlichtes Metallkreuz aufgesetzt.
An der Vorderseite der Stele Seite befinden sich weitere Einkerbungen. Im oberen Bereich finden sich dort die Buchstaben „IZ“, darunter „A. Sch. 1877“ die nur noch ansatzweise zu erkennen sind. Am Sockel sind Beschädigungen erkennbar, die wohl von landwirtschaftlichen Arbeiten stammen. Dort befindet sich weitere Einkerbungen von Anker, Herz und Kreuz.
Im Sommer 2021 wurde das Kleindenkmal vom Bayerischen Landesamt für Denkmalpflege als Baudenkmal (D-4-72-179-148) ausgewiesen.

## Geschichte
Vor 200 Jahren ließ Freiherr von Guttenberg, der Besitzer des nahen Schlosses Kühlenfels, rund um das Tal einen Landschaftsgarten nach englischem Stil anlegen. Viele der damaligen Einrichtungen wie kleine Tempel, Eremitage, Parasol, Bogenbrücke sowie die Klumpermühle sind heute abgängig.
Durch das Tal verlief eine historische Grenze. Dort befinden sich auch heute noch einige historische Grenzsteine.

## Freizeitnutzung
Das Klumpertal zählt zu den schönsten und unberührtesten Tälern der Fränkischen Schweiz. Das beliebte Wandergebiet wird von zahlreichen lokalen und Weit-Wanderwegen wie dem Frankenweg (Wegzeichen: ) und Main-Donau-Weg (Wegzeichen: ) durchzogen. Auf der rechten Seiten über dem Tal führen einige sogenannte Jägersteige. Diese zum Teil mit Wandermakierungen ausgeschilderten Wege führen durch eine bizarre Felsenlandschaft, um die sich einige Sagen ranken.
Die Felsen des Felsengarten Klumpertal sind zudem ein beliebtes Klettergebiet.

## Bildergalerie

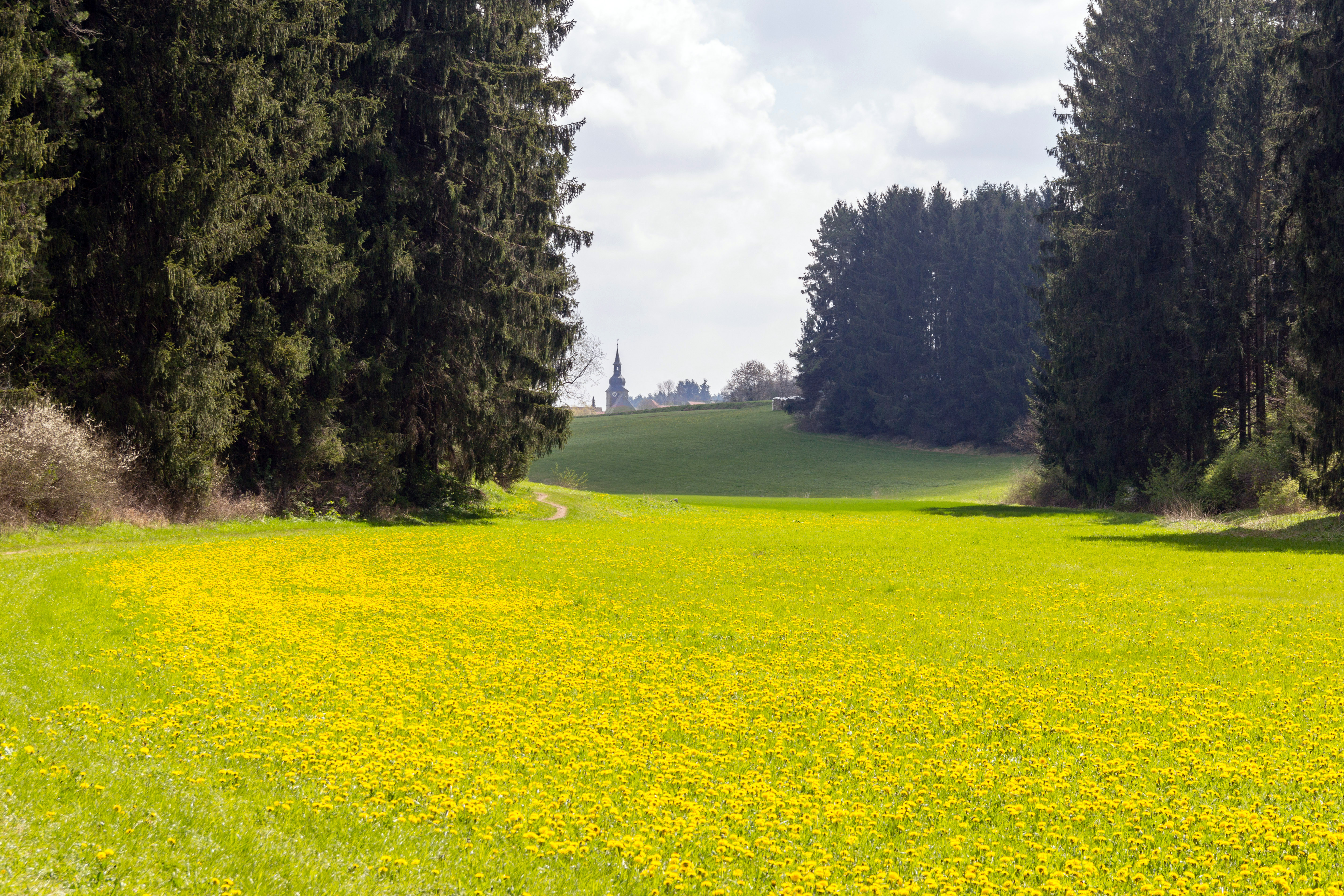
Oberer Teil des Tals mit Blick auf Bronn
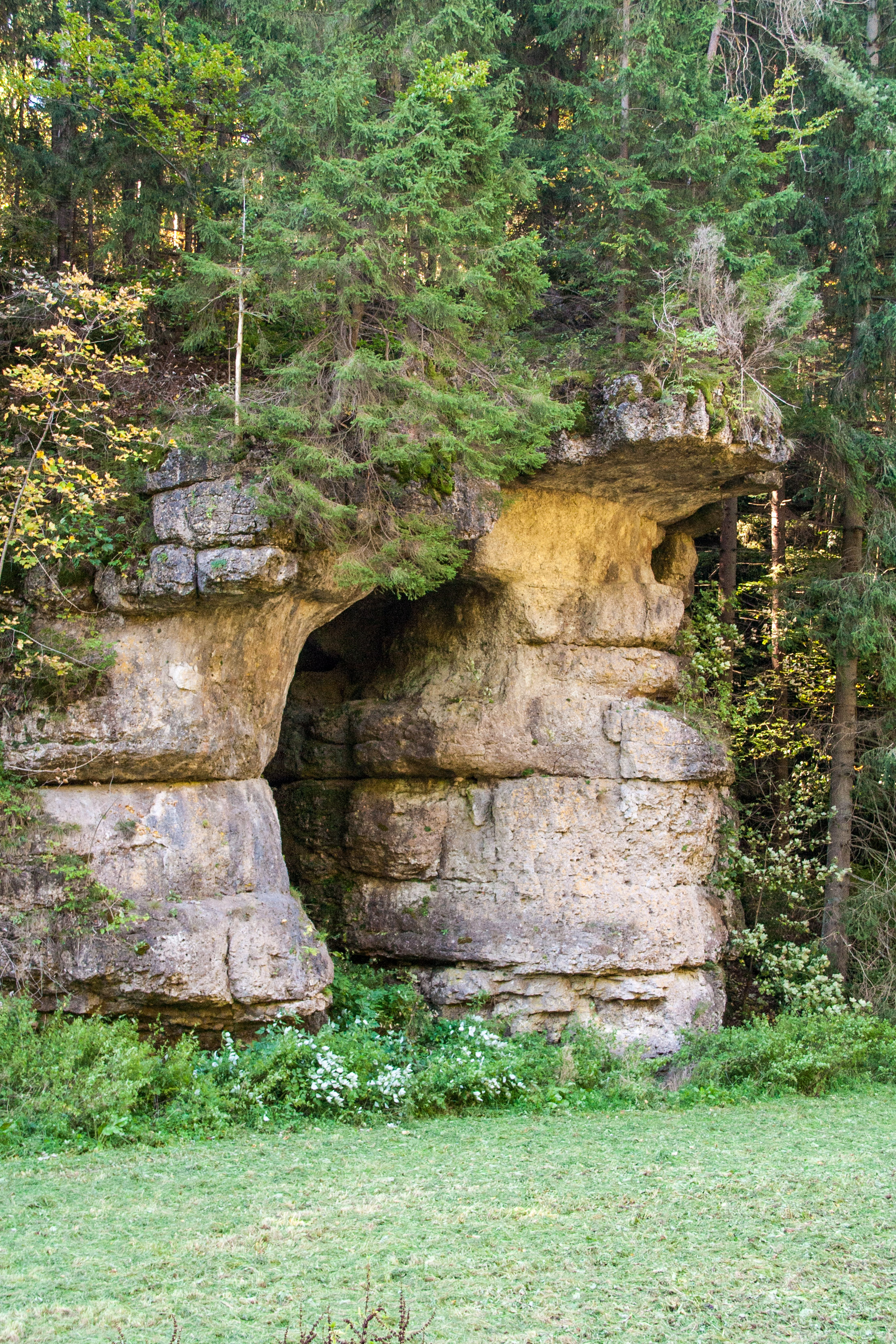
Felsen im oberen Tal
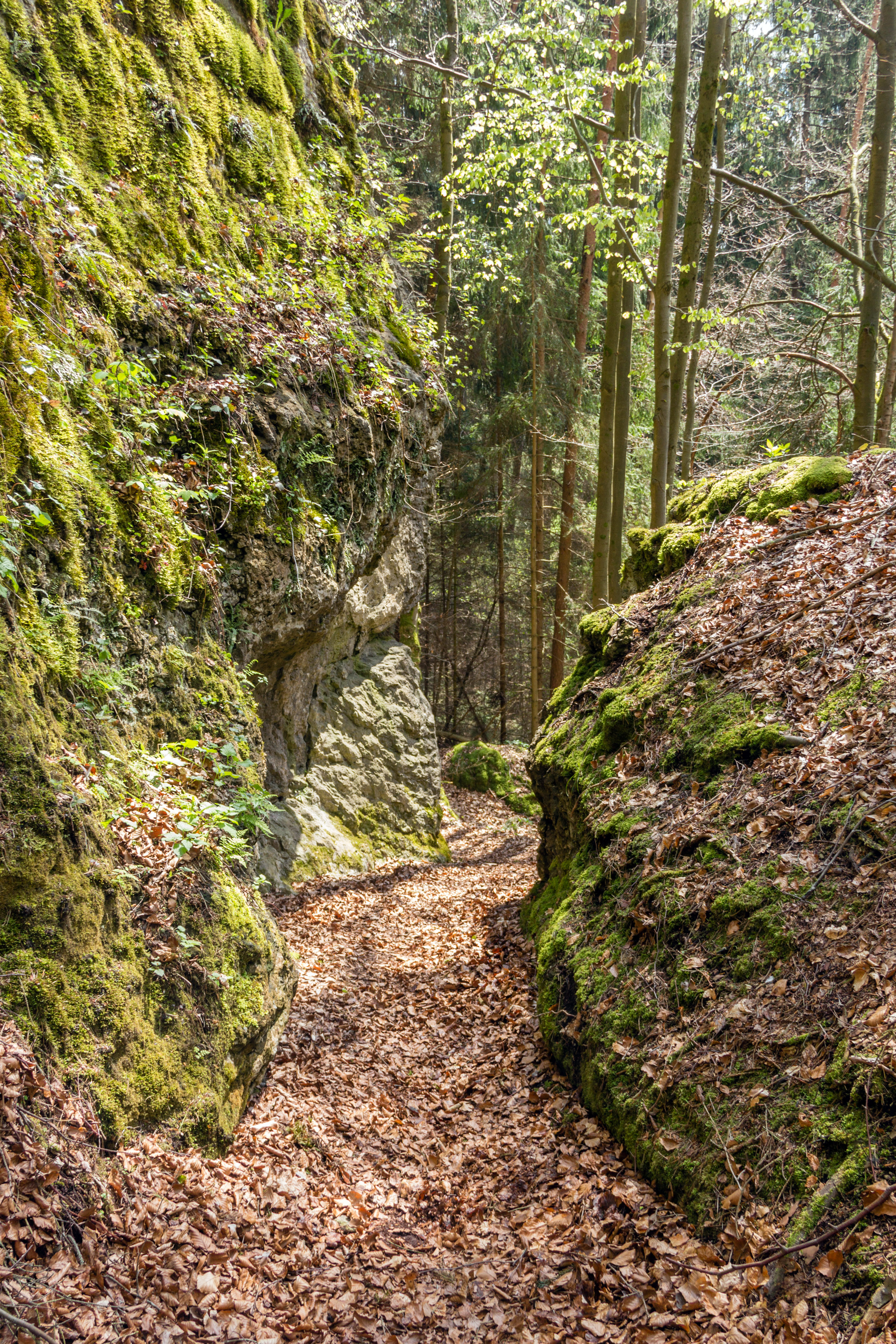
Jägersteig
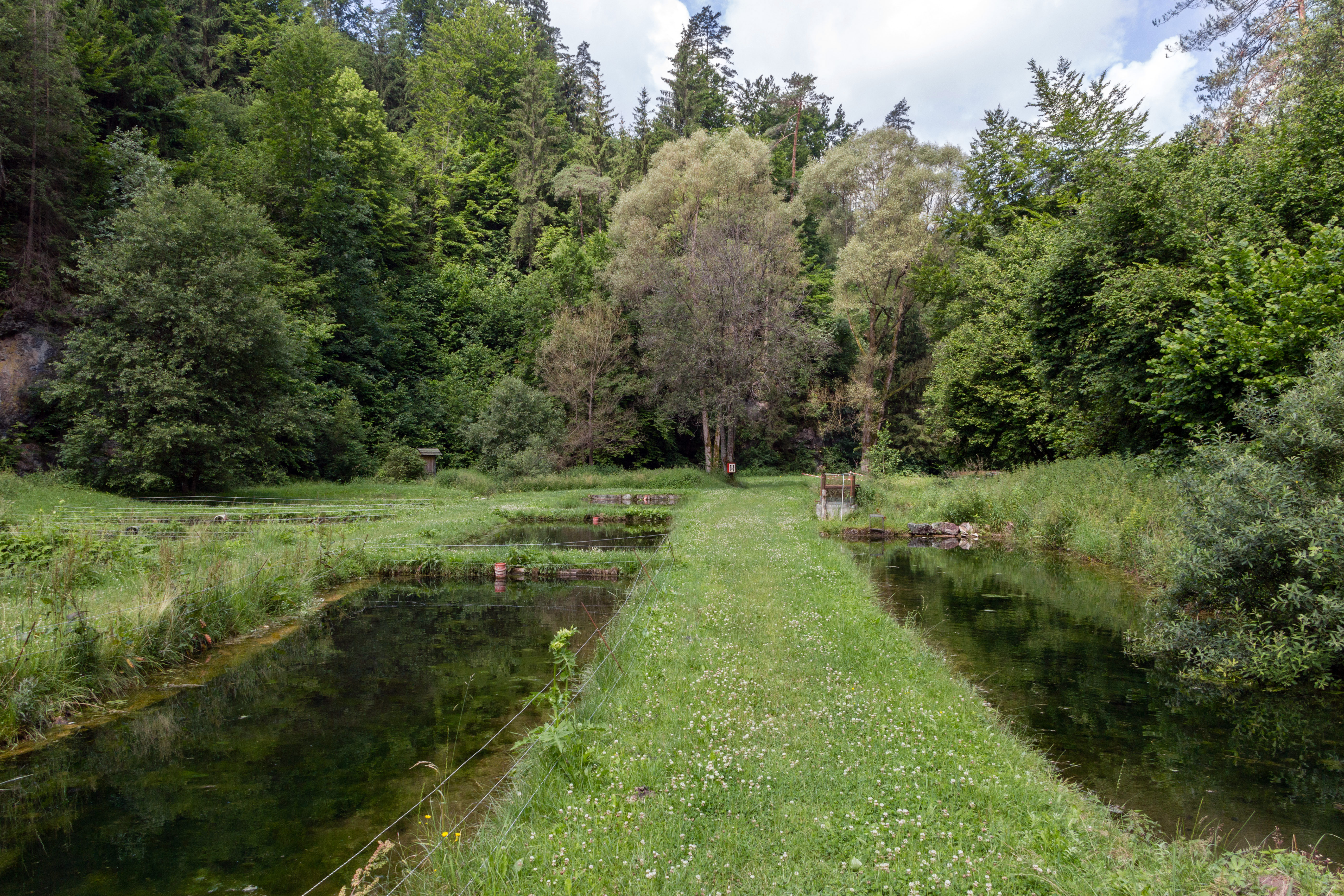
Fischteiche der ehemaligen Klumpermühle
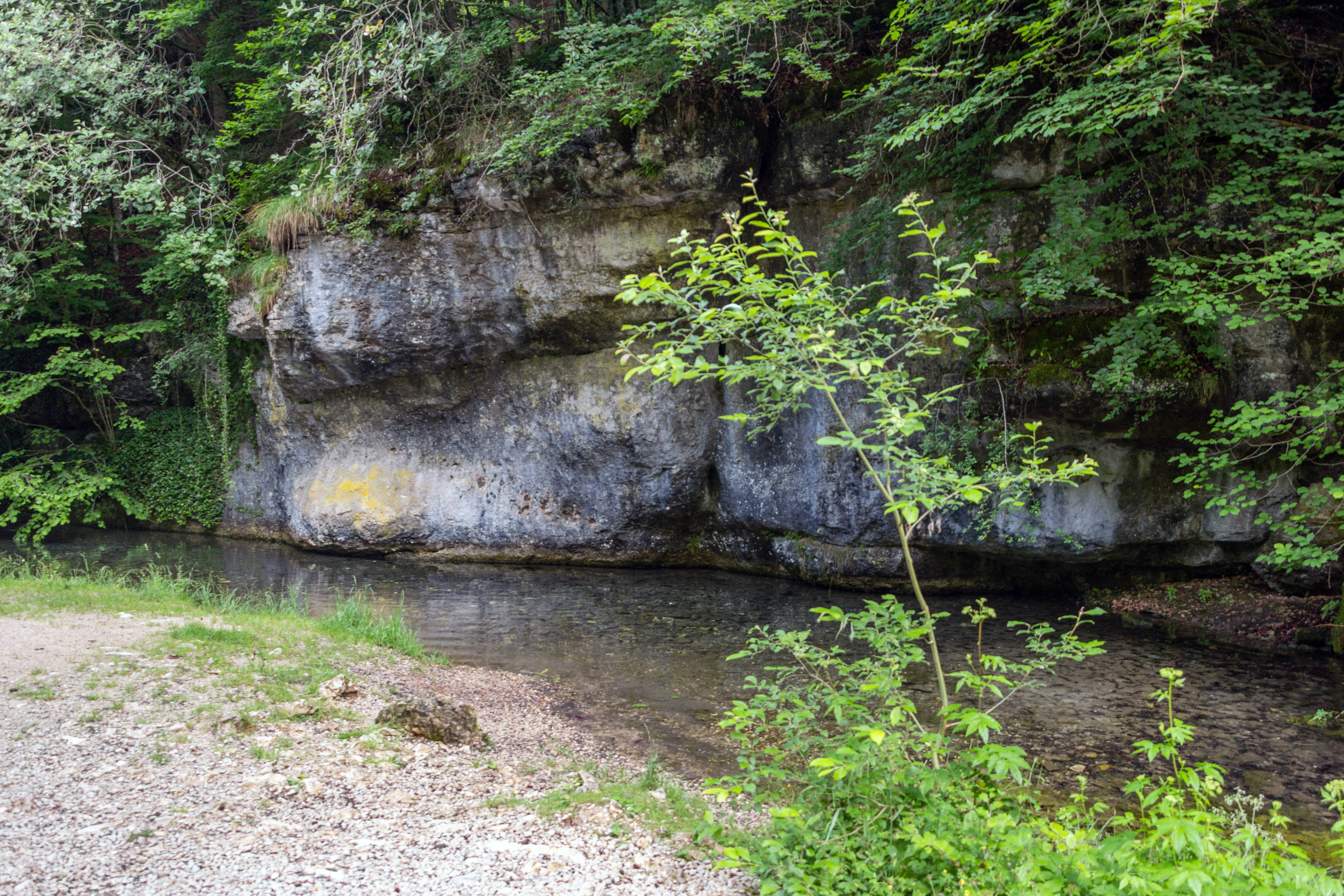
Klumperquelle
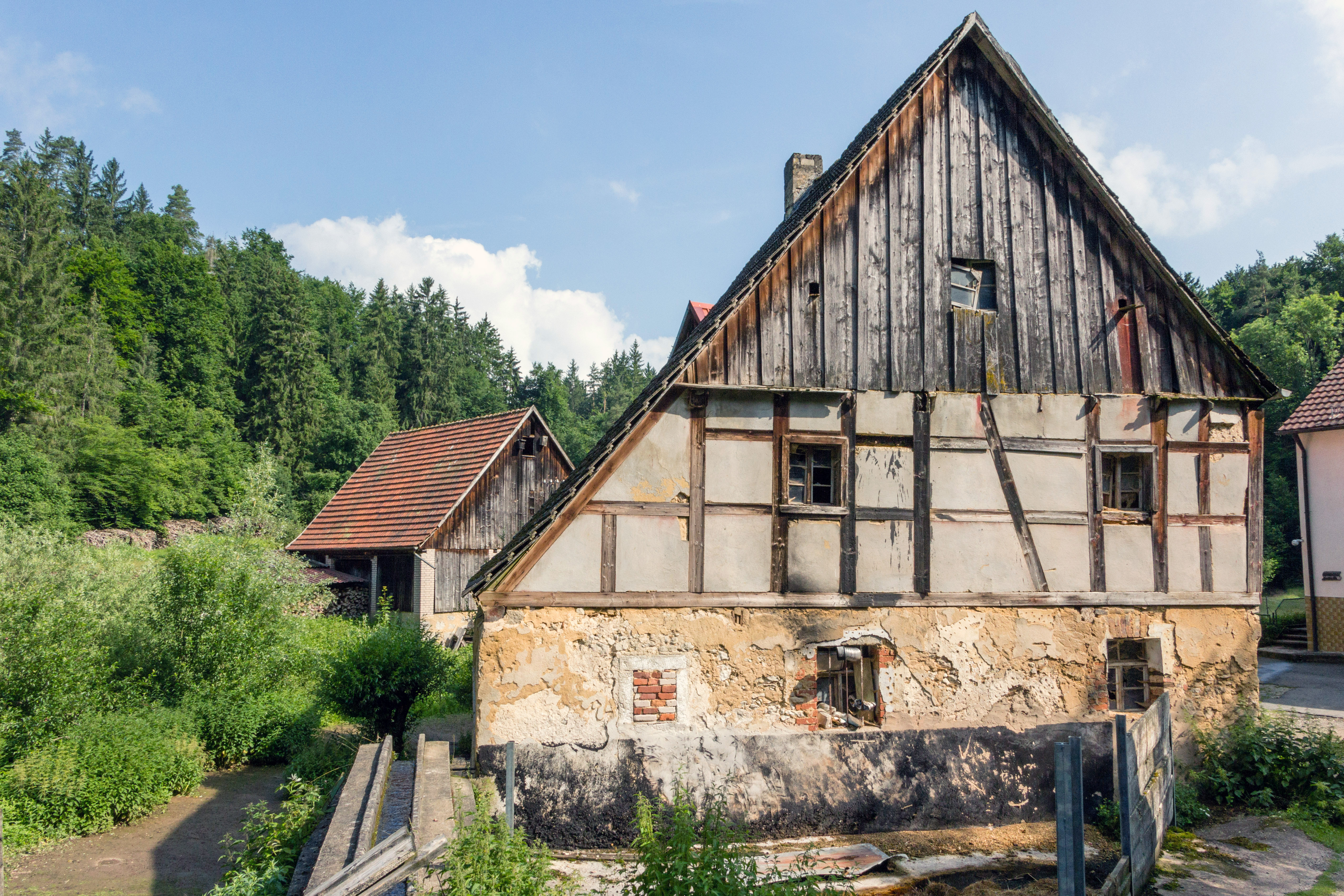
Mittelmühle
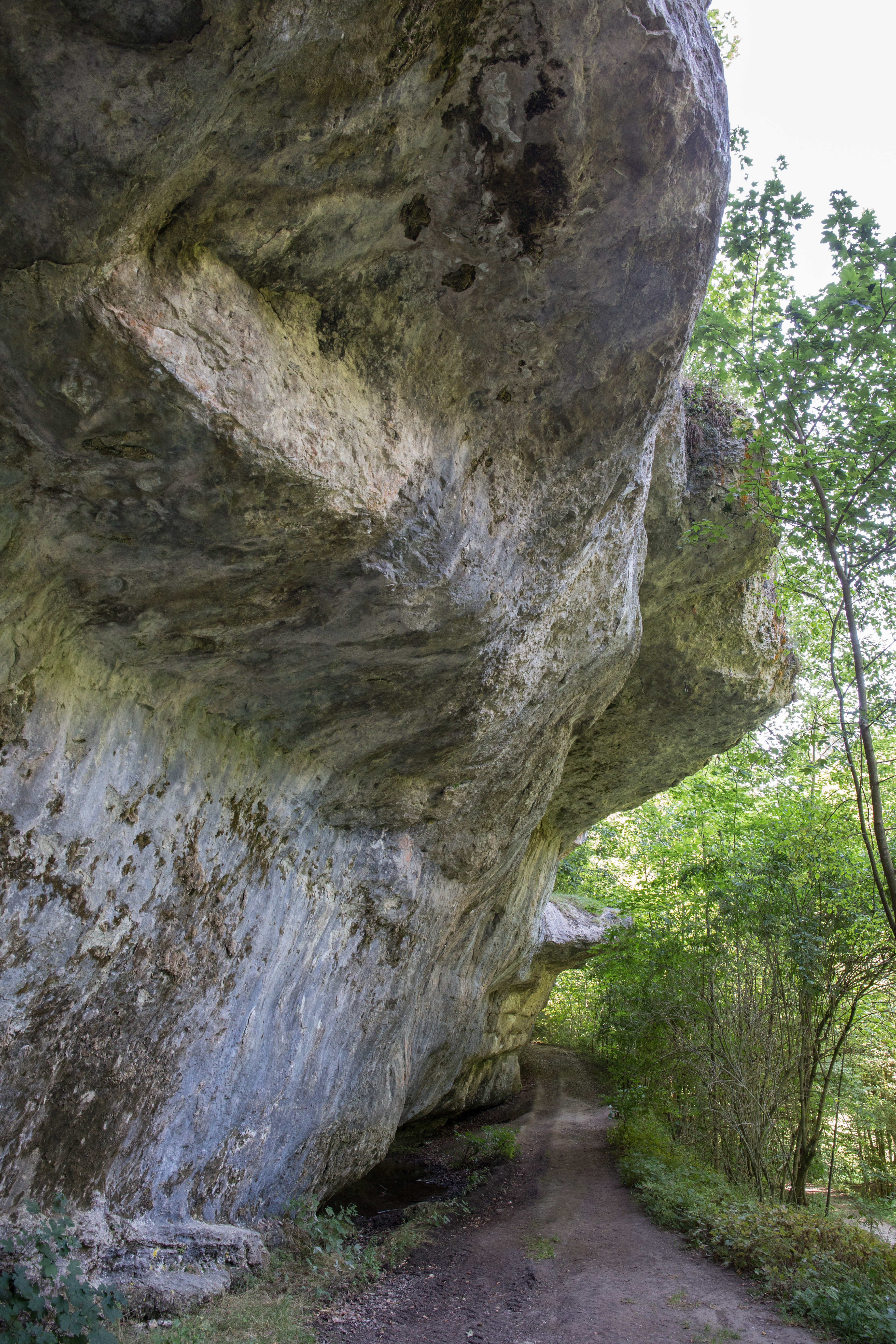
Felsdach Hohlenstein
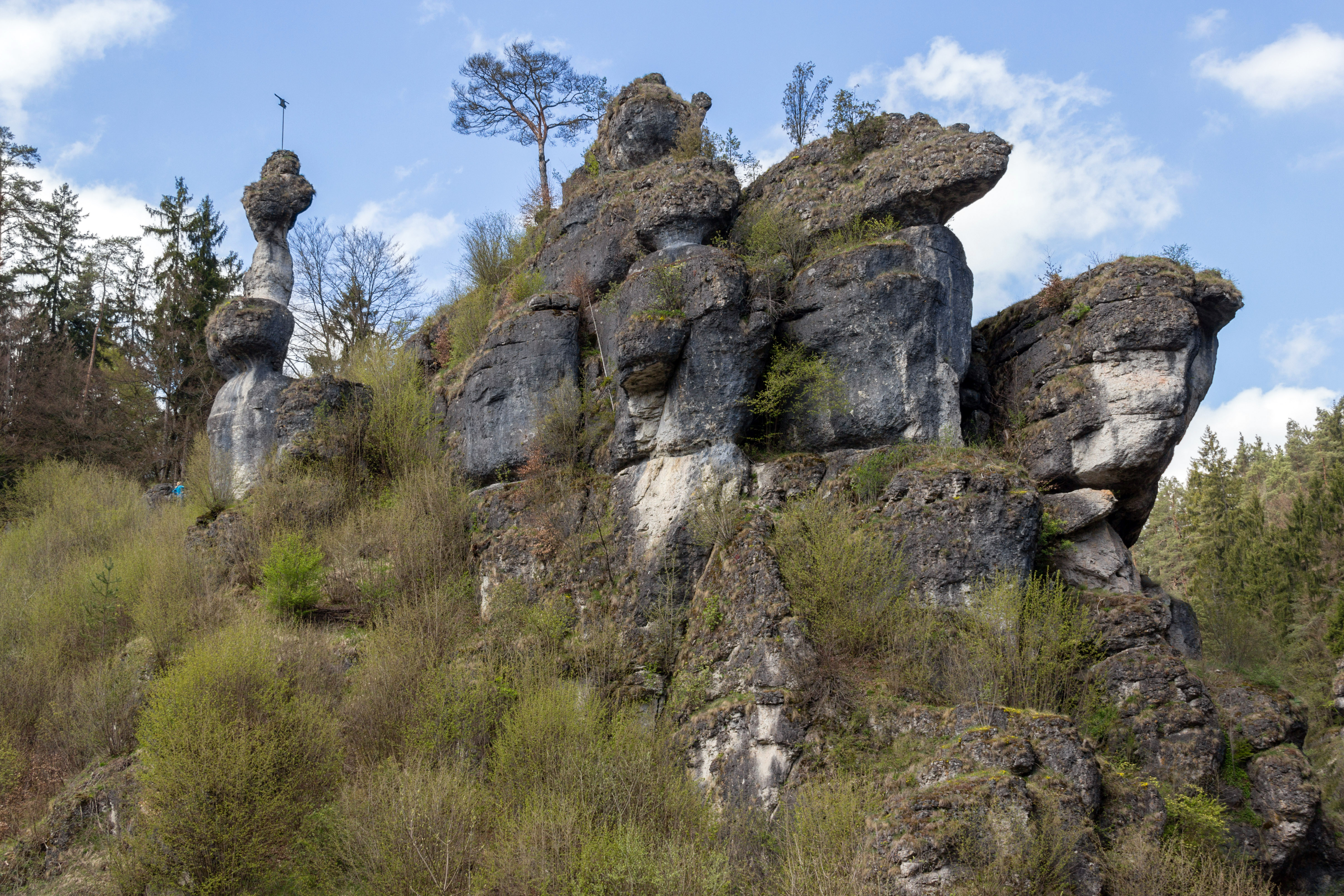
Weiherstaler Männchen
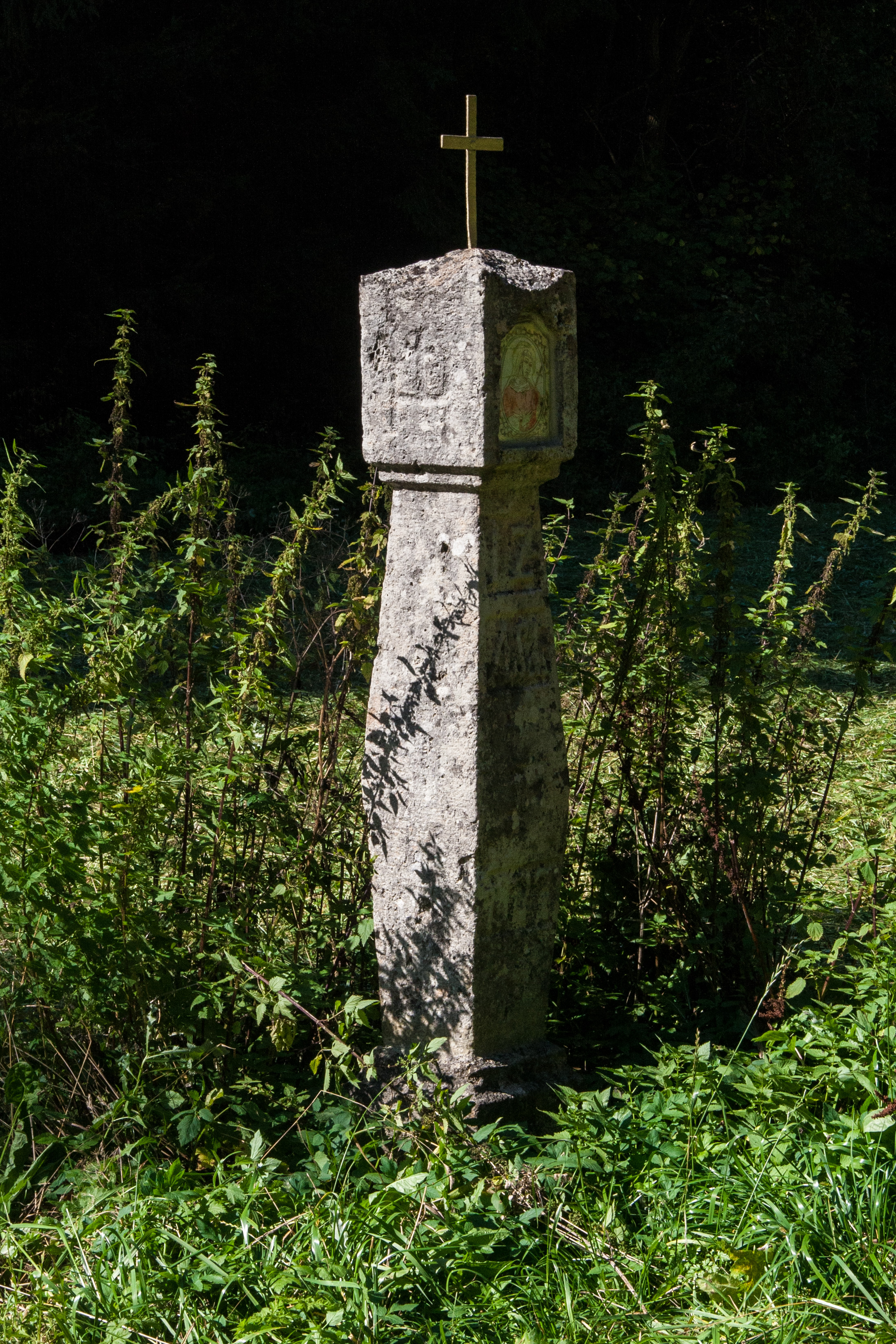
Bildstock an der „Winterleite“